# Gyöngyösi utca (stanice metra v Budapešti)
Gyöngyösi utca je stanice na lince M3 budapešťského metra, která leží v severní části Budapešti. Nachází se v blízkosti křižovatky ulic Váci utca a Meder utca. Stanice byla otevřena v roce 1990. Stanice je hloubená, uložená 4,51 m pod povrchem a má dvě boční nástupiště.
V blízkosti stanice se nachází velké nákupní centrum Duna Plaza.